# (4486) Митра
(4486) Митра (др.-инд. Mitrá, авест. Miθra) — околоземный астероид из группы аполлонов, который характеризуется очень вытянутой орбитой с большим эксцентриситетом, из-за чего в процессе движения вокруг Солнца он пересекает орбиту не только Земли, но и Марса, в перигелии вплотную подходя к орбите Венеры. Астероид был открыт 22 сентября 1987 года астрономами Эриком Эльстом, Владимиром Шкодровым в обсерватории Рожен и назван в честь Митра,  божество индоиранского происхождения.

Орбита астероида Митра и его положение в Солнечной системе

Во время сближения в 2000 году этот астероид пролетел рядом с Землёй на расстоянии 6,960 млн км (0,047 а.е.).